# Bukovec (Trenčín)
Bukovec (in ungherese Berencsbukóc, in tedesco Bukowetz) è un comune della Slovacchia facente parte del distretto di Myjava, nella regione di Trenčín.

## Parti del villaggio
- Kršlenica

### Kopanice
- U Bašnárov
- U Dankov
- U Rafčíkov
- U Zimov